# Leirvíkartunnilin
De Leirvíkartunnilin is een verkeerstunnel op de Faeröer, een eilandengroep die een autonoom gebied vormt binnen het Deense Koninkrijk. De tunnel werd geopend in 1985 en verbindt de plaatsen Leirvík en Norðragøta met elkaar. De tunnel heeft een lengte van 2238 meter en is onderdeel van landsveg 10, de belangrijkste verkeersader van de Faeröer.